# Шалинский район (Свердловская область)
Шалинский район — административно-территориальная единица (район) в Свердловской области России.
Административный центр — посёлок городского типа (до 1 октября 2017 года рабочий посёлок) Шаля.
С точки зрения муниципального устройства, на территории района образованы два городских округа: Шалинский (с центром в пгт Шаля) и Староуткинск (с центром в пгт Староуткинске).

## География
Шалинский район расположен в юго-западной части Свердловской области, на границе с Пермским краем. Данная межрегиональная граница является одновременно границей Уральского и Приволжского федеральных округов. Площадь Шалинского района — 4901,23 км², что составляет 2,52 % площади области. Кроме того, Шалинский район по площади крупнее четырёх регионов России.
Шалинский район вытянут с запада на восток. На территории Шалинского района сформированы муниципальные образования Шалинский городской округ и городской округ Староуткинск площадями 4283,16 км² и 618,07 км² соответственно, что составляет 87,39 % и 12,61 % площади района. Шалинский городской округ занимает большую часть района — городской округ Староуткинск малую часть на востоке района.
Шалинский район находится на западном склоне Среднего Урала. Район в основном занят лесами. По его территории протекают реки Волжского бассейна:
- Чусовая — в восточной части района, с юго-востока на северо-запад,
- Сылва преимущественно с востока на запад,
- Вогулка — в юго-западной части, впадает в Сылву,
- Дикая Утка — в северной части, с севера на юг, впадает в Сылву.

Также протекают множество других менее известных рек — притоков Сылвы и Чусовой. На востоке района, по берегам Чусовой, расположена часть природного парка «Река Чусовая».
Населённые пункты сосредоточены в основном на железнодорожных ветках Кузино — Пермь II и Кузино — Калино, проходящих с юго-востока на запад и северо-запад района соответственно. Районный центр — посёлок городского типа Шаля — расположен в центральной части района, посёлок Староуткинск — в восточной. На западе района расположен большой посёлок Шамары.
Шалинский район граничит:
- на западе — с четырьмя административно-территориальными единицами Пермского края:
  - на юго-западе — с Суксунским районом,
  - на западе — с Кишертским районом,
  - на северо-западе — с Берёзовским районом и административно-территориальной единицей город краевого значения Лысьва;
- на севере, востоке и юге — с четырьмя другими административно-территориальными единицами Свердловской области:
  - на севере — с административно-территориальной единицей город Нижний Тагил,
  - на востоке и юго-востоке — с административно-территориальной единицей город Первоуральск,
  - на юге — с Нижнесергинским районом,
  - на юго-западе — с Ачитским районом.

## История

### Шалинский район
Шалинский район Уральской области с центром в селе Сылва был образован 1 января 1932 года постановлением ВЦИК в результате слияния Шамарского, Староуткинского и части Кыновского районов.
В 1934 году район вошёл в состав Свердловской области, он включал 22 сельсовета, 38 колхозов. Временным центром являлось село Сылва.
11 апреля 1936 года в Шалинский район из Ачитского был передан Берёзовский сельсовет. Селения Курьи и Ижболда из Сылвенского сельсовета были переданы в Тепляковский сельсовет; селение Айва — из Илимского сельсовета в Сылвенский сельсовет; селения Коптелы, Кряж и Сушники — из Коптеловского сельсовета в Тепляковский сельсовет; селение Сабик при одноимённой ж.д. станции — из Староуткинского поссовета в Шанинский сельсовет с переносом центра Шанинского сельсовета в с. Сабик и переименованием сельсовета в Сабиковский.
23 июня селение Козьял было передано из Шамарского в Сылвенский сельсовет. Коптело-Шамарский сельсовет был ликвидирован, его селения Еловый Мыс, Ивановичи, Игнатьевичи, Кузьмичи, Петровичи, Подволошная и Шамарку переданы в Шамарский сельсовет, а остальные в Тепляковский сельсовет. Трёкинский сельсовет был ликвидирован, с. Трёка и х.р Исачиха были переданы в Нижнесельский сельсовет.
10 июля 1938 года Харёнский сельсовет был перечислен в состав Висимского района.
21 августа д. Рудная была передана из Старошайтанского в Пермяковский сельсовет.
21 августа центр Дикоуткинского сельсовета был перенесён из д. Дикой Утки в пос. ж.д. станции Унь и переименован в Уньский.
20 декабря 1938 года новым центром района стал пос. ж.д. станции Шаля.
21 июля 1939 года населённые пункты Берёзовка, Вогулка, Журбина, Гарь, Сидоровка и х. Буланково были перечислены из Берёзовского сельсовета Ачитского района в Шалинский район.
7 мая 1940 года д. Романова была перечислена из Илимского сельсовета Шалинского района в Харёнский сельсовет Висимского района.
27 августа Дуванский и Крюковский сельсоветы были объединены в Платоновский сельсовет.
В марте 1941 года из Шалинского района в новый Билимбаевский район были переданы Нижнесельский и Трёкинский сельсоветы. Нижнесельский сельсовет был объединён с Трёкинским.
7 марта д. Родина и пос. Пестерихинского рудника были перечислены из Староуткинского поссовета в Старо-Шайтанский сельсовет, с. Шайтанка переименовано в Чусовое и Старо-Шайтанский сельсовет — в Чусовой.
19 мая 1942 года из Староуткинского поссовета был выделен Курьинский сельсовет, в состав которого вошли селения Курья (центр) и Волынкина, пос. лесных кварталов № 56, 58 и 78, лесных участков Берёзовки, Большой Дарьи и Талицы, бывшего кирпичного сарая и ж.д. будки 197 км; Староуткинскому поссовету были подчинены пос. ж.д. ст. «Уткинский завод», ж.д. тупика и ж.д. казармы 191 км.
13 ноября населённый пункт при ж.д. станции Шаля был отнесён к категории рабочих посёлков, Шалинский сельсовет ликвидирован с передачей д. Сарги в Сылвинский сельсовет, а д. Куары — в Юрмысский сельсовет.
12 декабря 1945 года населённый пункт Шамары был отнесён к категории рабочих посёлков.
30 января 1948 года пос. при разъезде Бизь Пермской ж.д. был перечислен из Сылвинского сельсовета в Шалинский поссовет.
6 июля 1951 года д. Рубленка, Пегановка и лесоучасток Бизь были перечислены из Юрмысского сельсовета в состав Вогульского сельсовета; д. Волегово из Мартьяновского сельсовета в состав Илимского сельсовета; д. Рудная из Пермяковского сельсовета в состав Чусовского сельсовета; д. Коптелы из Коптело-Шамарского сельсовета и Дикая Утка из Уньского сельсовета в состав Тепляковского сельсовета; пос. Кирова из Шамарского поссовета в Коптело-Шамарский сельсовет; пос. ж.д. ст. Колпаковка (разъезд Харёнки) из Сылвинского сельсовета в Уньский сельсовет; д. Никитинка, пос. ж.д. разъезда Бизь и ж.д. будки от разъезда Пастушный до разъезда Бизь в административное подчинение Шалинского поссовета; пос. ж.д. ст. Вогулка и ж.д. будки от ст. Вогулка до разъезда Бизь из Сылвинского сельсовета в Юрмысский сельсовет; пос. ж.д. разъезда Пастушный из административного подчинения Шалинского поссовета в Пермяковский сельсовет. Также были перенесены центры сельсоветов: Коптело-Шамарского — в селение Гора; Юрмысского — в селение Никитинка; Уньского — в пос. ж.д. ст. Колпаковка; Пермяковского — в пос. ж.д. ст. Сарга; Тепляковского — в селение Коптелы; Илимского — в селение Сулём.
18 июня 1954 года Мартьяновский сельсовет был объединён с Чусовским.
10 мая 1956 года Илимский сельсовет, в состав которого входили с. Илим и д. Сулём, был передан в Висимский район; д. Волегово бывшего Илимского сельсовета была включена в Чусовской сельсовет.
21 июля 1958 года:
- Пермяковский сельсовет был переименован в Саргинский, Шанинский — в Сабиковский, Уньский — в Колпаковский, Коптело-Шамарский — в Горинский;
- Курьинский сельсовет был приоединён к Староуткинскому поссовету;
- центр Юрмысского сельсовета был перенесён в пос. ж.д. ст. Вогулка, сельсовет переименован в Вогульский-Станционный; в составе Вогульского-Станционного сельсовета были оставлены ж.д. казармы 701-го км, 689-го км, 696-го км и 694-го км, ж.д. будки 691-го км, 685-го км и 684-го км, водокачка, пос. лесных кварталов № 38, 21, 102 и кордон Вогульского лесничества; в сельсовет были переданы д. Нижняя Утка (из Сылвенского сельсовета), пос. ж.д. разъезда Козьял и лесоучастка Козьял (из Шамарского поссовета), пос. лесного квартала № 49 (из Коптело-Шамарского сельсовета); из Вогульского-Станционного сельсовета в Шалинский поссовет были перечислены д. Никитинка, Юрмысс и Куара, пос. ж.д. разъезда Бизь и лесных кварталов № 40 и № 51, кордон Гладкая и ж.д. будки 705-го км, 708-го км, 709-го км и 711-го км.

21 апреля 1961 года Горинский сельсовет был объединён с Шамарским поссоветом.
16 октября населённые пункты Кирово, Шамарская РТС и Гора были включены в черту Шамар.
14 мая 1962 года Тепляковский сельсовет был упразднён, д. Кедровка, Тепляки, Ижболда, Заплеска включены в Рощинский сельсовет, д. Коптелы — в Платоновский.
1 февраля 1963 года был образован Шалинский сельский район, в состав которого вошли Вогульский, Вогульский-Станционный, Колпаковский, Нижне-Баскинский, Платоновский, Рощинский, Сабиковский, Саргинский, Сылвенский, Чусовской сельсоветы; Шалинский и Шамарский поссоветы.
20 июля 1964 года были объединены населённые пункты:
- в Платоновском сельсовете д. Платоново и Кузнецовка в с. Платоново;
- в Шамарском поссовете д. Дубровка, Ивановичи, Шамарка в д. Коптело-Шамары;
- в Рощинском сельсовете с. Урмы, д. Малые Урмы, лесоучасток Урмы и д. Роща в с. Роща.

13 января 1965 года Шалинский сельский район был преобразован в район.
22 ноября 1966 года пос. квартала № 97 был переименован в Устиновку.
20 июня 1968 года в Шалинский район из Берёзовского района соседней Пермской области были переданы населённые пункты Лом и Сухоречье.
4 декабря 1970 года д. Гора и Коптело-Шамары были переданы из Шамарского поссовета в Нижнебаскинский сельсовет; пос. Курыль, Палёнки, ж.д. разъезда Глухарь и д. Кремлёва из Нижнебаскинского сельсовета — в Шамарский поссовет; центр Нижнебаскинского сельсовета перенесен из д. Нижняя Баская в д. Гора, Нижнебаскинский сельсовет переименован в Горный.
11 октября 1972 года были упразднены: пос. Берёзовка, Талица, Тупик Староуткинского поссовета; пос. Квартал 51 Шалинского поссовета; д. Берёзовка и пос. Бизь Вогульского сельсовета; д. Нижняя Утка Вогульско-Станционного сельсовета; пос. Каменка и д. Якунята Рощинского сельсовета; пос. Баскинский Саргинского сельсовета; пос. Берлога, д. Шаня Сабиковского сельсовета; д. Сарга Сылвинского сельсовета; д. Волегова Чусовского сельсовета.
12 апреля 1973 года был упразднён Вогульский сельсовет, д. Вогулка, Пегановка и пос. Устиновка были переданы в Шамарский поссовет.
30 декабря 1976 года были упразднены: пос. Курыль, д. Пегановка Шамарского сельсовета; д. Вязовка Горного сельсовета; пос. Ольховка Платоновского сельсовета; д. Заплеска, Сухоречье Рощинского сельсовета.
9 февраля 1977 года были уточнены как правильные наименования: д. Кремлёво (вместо д. Кремлёва(о)) Шамарского поссовета, д. Крюк (вместо с. Крюк) Платоновского сельсовета, с. Роща (вместо д. Роща) Рощинского сельсовета, д. Климино (вместо д. Климина) Рощинского сельсовета, д. Шигаево (вместо д. Шигаева) Сылвинского сельсовета, д. Мартьяново (вместо д. Мартьянова(о)) Чусовского сельсовета.
1 апреля в Горном сельсовета д. Верхняя Баская была объединена с пос. Шутёмом.
13 сентября был упразднён пос. Устиновка Шамарского поссовета.
О дальнейших изменения см. в разделах об административно-территориальном устройстве и муниципальных образованиях.

### Муниципальные образования
17 декабря 1995 года по итогам местного референдума на части района (за исключением Староуткинска) было создано муниципальное образование Шалинский район. Рабочий посёлок Староуткинск с подчинёнными населёнными пунктами составил самостоятельное муниципальное образование посёлок Староуткинск.
10 ноября 1996 года муниципальные образования были включены в областной реестр.
С 31 декабря 2004 года Шалинский район и посёлок Староуткинск были наделены статусом городского округа. Рабочий посёлок Шамары был преобразован в сельский населённый пункт.
С 1 января 2006 года муниципальное образование Шалинский район было переименовано в Шалинский городской округ, муниципальное образование посёлок Староуткинск в городской округ Староуткинск.

## Население
| 1959    | 1970    | 1979    | 1989    | 2002    | 2009    | 2010    |
| ------- | ------- | ------- | ------- | ------- | ------- | ------- |
| 52 038  | ↘41 857 | ↘35 644 | ↘31 384 | ↘26 019 | ↘24 860 | ↘23 834 |
| 2011    | 2012    | 2013    | 2014    | 2015    | 2016    | 2017    |
| ↘23 767 | ↘23 730 | ↗23 765 | ↗23 773 | ↘23 662 | ↘23 493 | ↘23 211 |
| 2018    | 2019    | 2020    | 2021    |         |         |         |
| ↘22 866 | ↘22 541 | ↘22 443 | ↘19 159 |         |         |         |

Численность населения района в рамках Шалинского ГО и ГО Староуткинск по данным на 2023 год составляет 18 889 человек.
По данным переписи населения 2002 года в районе жило 26 019 человек

## Населённые пункты, административно-территориальное устройство
В состав района входят 43 населённых пункта, в том числе 2 пгт и 41 сельский населённый пункт.
До 1 октября 2017 года населённые пункты района делились на 9 сельсоветов, сельские населённые пункты, непосредственно входящие в район, 2 рабочих посёлка и сельские населённые пункты в их подчинении.
Исторически существовали поссоветы, упомянутые и в тексте закона от 13 апреля 2017 года, касающегося административно-территориальных преобразований:
- Шалинский — рабочий посёлок Шаля, посёлок Бизь, деревни Никитинка и Юрмыс;
- Староуткинский — рабочий посёлок Староуткинск, деревни Волыны и Курья, посёлок Уткинский Завод;
- Шамарский (до преобразования рабочего посёлка в сельский населённый пункт) — рабочий посёлок Шамары, деревни Вогулка и Кремлёво, посёлок Глухарь.

### Административно-территориальное устройство до 1.10.2017
| №        | ТЕ / АТЕ               | Состав                                                                  | Упразднённые после 1991 н.п. | ГО           |
| -------- | ---------------------- | ----------------------------------------------------------------------- | ---------------------------- | ------------ |
| 1        | рп Староуткинск        | Староуткинск, деревни Волыны, Курья, посёлок Уткинский Завод            |                              | Староуткинск |
| 2        | рп Шаля                | Шаля, посёлок Бизь, деревня Юрмыс                                       | деревня Никитинка            | Шалинский    |
| 3        | с.н.п.                 | деревни Вогулка, Кремлёво, посёлки Глухарь, Шамары                      |                              | Шалинский    |
| 3.000001 | сельсоветы             |                                                                         |                              | Шалинский    |
| 4        | Вогульский-Станционный | посёлки Вогулка, Козьял                                                 | посёлок ж/д ст Козьял        | Шалинский    |
| 5        | Горный                 | деревни Гора, Коптело-Шамары, Нижняя Баская, посёлок Шутём              |                              | Шалинский    |
| 6        | Колпаковский           | посёлки Колпаковка, Унь                                                 | посёлок Кашка                | Шалинский    |
| 7        | Платоновский           | сёла Платоново, Крюк, деревни Коптелы, Симонята                         |                              | Шалинский    |
| 8        | Рощинский              | село Роща, деревни Ижболда, Кедровка, Климино, Лом, Низ, Павлы, Тепляки |                              | Шалинский    |
| 9        | Сабиковский            | посёлок Сабик                                                           |                              | Шалинский    |
| 10       | Саргинский             | посёлки Сарга, Вырубки, Пастушный, деревня Пермяки                      |                              | Шалинский    |
| 11       | Сылвинский             | село Сылва, посёлок Илим, деревня Шигаево                               |                              | Шалинский    |
| 12       | Чусовской              | село Чусовое, деревня Мартьяново, посёлок Стрелки                       |                              | Шалинский    |

### Населённые пункты
| №  | Населённый пункт | Тип             | Население | Городской округ |
| -- | ---------------- | --------------- | --------- | --------------- |
| 1  | Бизь             | посёлок         | ↘22       | Шалинский       |
| 2  | Вогулка          | деревня         | ↘15       | Шалинский       |
| 3  | Вогулка          | посёлок         | ↘1046     | Шалинский       |
| 4  | Волыны           | деревня         | ↗32       | Староуткинск    |
| 5  | Вырубки          | посёлок         | ↘7        | Шалинский       |
| 6  | Глухарь          | посёлок         | ↘4        | Шалинский       |
| 7  | Гора             | деревня         | ↘693      | Шалинский       |
| 8  | Ижболда          | деревня         | →0        | Шалинский       |
| 9  | Илим             | посёлок         | ↘584      | Шалинский       |
| 10 | Кедровка         | деревня         | ↘1        | Шалинский       |
| 11 | Климино          | деревня         | ↘1        | Шалинский       |
| 12 | Козьял           | посёлок         | ↘38       | Шалинский       |
| 13 | Колпаковка       | посёлок         | ↘917      | Шалинский       |
| 14 | Коптело-Шамары   | деревня         | ↘142      | Шалинский       |
| 15 | Коптелы          | деревня         | ↘112      | Шалинский       |
| 16 | Кремлёво         | деревня         | ↘0        | Шалинский       |
| 17 | Крюк             | село            | ↘47       | Шалинский       |
| 18 | Курья            | деревня         | ↗32       | Староуткинск    |
| 19 | Лом              | деревня         | ↘0        | Шалинский       |
| 20 | Мартьяново       | деревня         | ↘55       | Шалинский       |
| 21 | Нижняя Баская    | деревня         | ↘2        | Шалинский       |
| 22 | Низ              | деревня         | ↘61       | Шалинский       |
| 23 | Павлы            | деревня         | ↘57       | Шалинский       |
| 24 | Пастушный        | посёлок         | ↘61       | Шалинский       |
| 25 | Пермяки          | деревня         | ↘13       | Шалинский       |
| 26 | Платоново        | село            | ↘539      | Шалинский       |
| 27 | Роща             | село            | ↘598      | Шалинский       |
| 28 | Сабик            | посёлок         | ↘381      | Шалинский       |
| 29 | Сарга            | посёлок         | ↘815      | Шалинский       |
| 30 | Симонята         | деревня         | ↘83       | Шалинский       |
| 31 | Староуткинск     | пгт             | ↘2517     | Староуткинск    |
| 32 | Стрелки          | посёлок         | →0        | Шалинский       |
| 33 | Сылва            | село            | ↘1174     | Шалинский       |
| 34 | Тепляки          | деревня         | ↘2        | Шалинский       |
| 35 | Унь              | посёлок         | ↘121      | Шалинский       |
| 36 | Уткинский Завод  | посёлок         | ↗39       | Староуткинск    |
| 37 | Чусовое          | село            | ↘477      | Шалинский       |
| 38 | Шаля             | пгт, адм. центр | ↘5949     | Шалинский       |
| 39 | Шамары           | посёлок         | ↘2419     | Шалинский       |
| 40 | Шигаево          | деревня         | ↘11       | Шалинский       |
| 41 | Шутём            | посёлок         | ↘12       | Шалинский       |
| 42 | Юрмыс            | деревня         | ↘17       | Шалинский       |

С 1 октября 2017 года у Шали и Староуткинска был упразднён статус рабочих посёлков при сохранении статуса посёлков городского типа.

### Упразднённые населённые пункты
27 ноября 2001 года были упразднены посёлок Кашка (Колпаковского сельсовета) и посёлок железнодорожной станции Козьял (Вогульского-Станционного сельсовета).
Законом Свердловской области от 28 марта 2017 года № 25-ОЗ деревня Никитинка была присоединена к рабочему посёлку Шале.